# Prisoner (canción)
«Prisoner» es una canción de la cantante estadounidense Miley Cyrus en colaboración con la cantante albanobritánica Dua Lipa. Se lanzó el 19 de noviembre de 2020 a través de RCA Records como el segundo sencillo del séptimo álbum de estudio de Cyrus, Plastic Hearts (2020). También fue incluida en la reedición del segundo álbum de estudio de Lipa Future Nostalgia: The Moonlight Edition de 2021. Es una canción dance, dark-pop y disco-punk, producida por Andrew Wyatt y The Monsters & Strangerz.
El video musical fue lanzado el mismo día que el sencillo y fue codirigido por Cyrus y Alana O'Herlihy. Muestra a las cantantes manejando un bus de gira y dibuja referencias a las películas The Rocky Horror Picture Show y Female Trouble. «Prisoner» entró en el top 20 de las listas musicales de más de treinta países, incluyendo el UK Singles Chart y el Billboard Global 200. Alcanzó el peak de #54 en el Billboard Hot 100 de Estados Unidos. La canción fue certificada como sencillo de Plata en el Reino Unido.

## Antecedentes y lanzamiento
Tras el lanzamiento en octubre de 2019 de su sencillo «Don't Start Now», Lipa confirmó que ella y Cyrus estaban planeando grabar una colaboración juntos. En mayo del año siguiente, Lipa declaró que ella y Cyrus habían decidido descartar su colaboración y grabar algo diferente. El 14 de septiembre de 2020, Cyrus confirmó la colaboración con Lipa y que aparecería en su séptimo álbum de estudio, Plastic Hearts. A principios de octubre, después de ser vistas filmando un video juntas en la ciudad de Nueva York, los rumores de que Cyrus y Lipa estaban trabajando en un proyecto secreto se hicieron aún mayores. En una entrevista con la estación de radio española Cadena 100 el 13 de octubre de 2020, Cyrus declaró que debido a que ella y los fanáticos de Lipa "suplicaban" que se publicara su colaboración, «[podrían] esperar algo muy pronto». El 13 de noviembre de 2020, Cyrus anunció el título de la canción como «Prisoner», junto con la revelación de la lista de canciones de Plastic Hearts. Cyrus comenzó a anunciar el sencillo en una serie de tuits donde confirmó su lanzamiento y publicó videos de sus seguidores reaccionando a su video musical. Cyrus y Lipa anunciaron el lanzamiento de la canción el 18 de noviembre de 2020, prevista para ser lanzada al día siguiente. «Prisoner» más adelante en 2021 fue incluida en la reedición del álbum de Future Nostalgia de Lipa, titulado The Moonlight Edition.
En una entrevista con Zane Lowe para Apple Music, Cyrus dijo que habían trabajado juntos en otras canciones en el pasado y elogió a Lipa:

«Para ella y para mí, simplemente no hay competencia. Eso cambia todo. Existe una verdadera asociación. Luego también me gustó que no fuera la primera canción que grabamos juntas. De hecho, cortamos otras canciones. Quería seguir adelante hasta que fuera correcto, hasta que encontráramos el que honra nuestra individualidad. [...] Solo esperamos hasta que pensamos, "Esta es la canción de Dua-Miley. Puedes simplemente, todo en él nos refleja". Quiero decir, incluso hay algo para mí, como que hablo de que la moda es una forma de transformar tu [personalidad] interior hacia afuera. Los colores que veo, cuando escucho una canción, veo colores. El carisma de algunas personas es realmente abrumador. Veo, cuando Dua está cerca, que su carisma, no hay una sensación de desesperación, como, "Tengo que ser el mejor porque si no lo soy que pasa si...". Hay una calma en su éxito, que de verdad me agrada. Porque siento que cuando puedes decir que alguien es demasiado... o es un superviviente. Eso no me gusta.»

## Composición
Cyrus describió la canción como una combinación perfecta de los estilos de ella y Lipa. «Prisoner»  es una pista de dance punk, dance rock y glam rock con una duración de dos minutos y cuarenta y nueve segundos. El coro de la canción interpola la melodía del clásico de Olivia Newton-John «Physical». La canción fue compuesta usando 4:4 tiempo en la clave de mi♭ menor, con un moderadamente rápido ritmo de 126-132 pulsos por minuto.
La letra de se relaciona con la angustia inspirada por sentimientos de aislamiento y fue descrita por los críticos como una «glamurosa declaración de independencia». En un artículo sobre la letra de la canción para Elle, Alyssa Bailey declaró la pista como »una canción oscura que captura lo que es estar atrapado en una relación manipuladora». Cyrus habló sobre la letra de la canción a Zane Lowe en Apple Music, donde dijo que también refleja lo que es estar en cuarentena.

## Recepción crítica
Ali Shutler de NME le dio a la canción cinco de cinco estrellas, llamándola «un himno disco-punk», afirmando que «golpeó el punto agridulce entre la determinación y el glamour» y describió a Lipa como «la compañera perfecta en el crimen para [Cyrus], ya que toman el gruñido del punk del sótano y le da un toque de estilo disco de los 80». Shutler también comentó que «la pista le da a [Lipa] el espacio excitantemente brillante de Future Nostalgia para brillar sin dejar a [Cyrus] fuera del centro de atención», elogiando aún más a los artistas por «elevarse entre ambas, en lugar de competir». Jon Blistein de Rolling Stone escribió que sobre el tema que «divide perfectamente la diferencia entre el pop neo-disco de Dua Lipa y la vibra del rock de finales de los setenta y principios de los ochenta que definió la era de Plastic Hearts de Cyrus».  Equipo de críticos de música de The New York Times la calificaron como la canción más notable de la semana en su columna semanal actualizada, donde Lindsay Zoladz llama la pista «verdaderamente indignante» y afirmó que Cyrus y Lipa «hacen una pareja armoniosa».  Eli Enis de Consequence of Sound dijo que «las dos estrellas exudan una química natural en 'Prisoner'» a pesar de que «el emparejamiento es un poco inusual en el papel». Mike Wass de Idolator señaló la inspiración por «la fusión única de pop, dance y rock que se produjo brevemente a principios de la década de 1980,en la era de Plastic Hearts de Cyrus» y afirmó «que hay elementos de los tres géneros en 'Prisoner' que no sonarían fuera de lugar entre Pat Benatar y Blondie en la lista de reproducción de los 80».

## Video musical
El video musical se filmó durante dos días, del 30 de septiembre al 1 de octubre de 2020 en Brooklyn. El video fue codirigido por Cyrus y Alana O'Herlihy. El 18 de noviembre de 2020, Cyrus anunció el lanzamiento del video musical en sus redes sociales con un clip de 20 segundos donde se ve a las dos estrellas del pop, cubiertas de sangre. El 19 de noviembre, al día siguiente, el video musical se estrenó en Youtube junto con el lanzamiento de la canción y fue descrito por Liam Hess de Vogue como «lleno de moda inspirada en el grunge y suficiente delineador de ojos negro para poner celosa a la misma Jett».

### Sinopsis
El video inspirado en el viaje por carretera comienza con la boca de Cyrus cantando los primeros versos de la canción con una referencia visual a la película clásica The Rock Horror Picture Show. Actuando como estrellas de rock sin nombre, el clip sigue con Cyrus y Lipa conduciendo un autobús de gira juntos, donde las dos luego se animan y se divierten en la parte trasera del autobús como una banda de rock de los 80. Durante la fiesta se puede ver a las dos bailando y fumando juntas hasta que Cyrus arroja un frasco de cerezas al marrasquino por su rostro, haciendo que parezca que está cubierta de sangre. Justo después de eso, Cyrus y Lipa comienzan a moler, lamiendo el cuerpo del otro y cantando el coro de la canción cara a cara. Posteriormente, el video retrata al dúo llegando a un bar de buceo y ofreciendo un espectáculo desenfrenado con Lipa dando a la audiencia el dedo medio mientras usa un vestido corto de Gucci de los 90 diseñado por Tom Ford. Por último, aparece un mensaje en la pantalla: «En el recuerdo cariñoso de todos mis ex».

### Recepción
El video musical fue bien recibido por la crítica. Después de calificarlo de «verdaderamente escandaloso y salpicado de sangre», Lindsay Zoladz de The New York Times trazó paralelismos entre el video y dos películas clásicas Thelma & Louise y la película biográfica de The Runaways. De manera similar, Ali Shutler de NME señaló que el video está «lleno de actitud y gran energía de Thelma & Louise». Sydney Bucksbaum de Entertainment Weekly y Eli Enis de Consequence of Sound declararon que «las dos estrellas exudan una química natural». Justin Curto de Vulture elogió el video diciendo: «emocional y físicamente, son bastante libres, bailando y lamiéndose en el autobús antes de mecerse juntos en un bar de buceo». Mehera Bonner de Cosmopolitan señaló la última escena con un mensaje a los exes de Cyrus y Lipa como el momento destacado del video, llamándola «icónica». Wonderland Magazine lo llamó «ya icónico, un viaje en sí mismo» y notó sus «referencias al cuerpo de Jennifer,The Rocky Horror Picture Show». Erica González de Harper's Bazaar elogió sus imágenes diciendo que «juegan con la estética de la vieja escuela con metraje de película, maquillaje de ojos pesado y capas y capas de joyas».

## Formato y lista de canciones
| Mundial – Descarga digital y streaming |                           |          |  |
| N.º                                    | Título                    | Duración |  |
| 1.                                     | «Prisoner» (con Dua Lipa) | 2:49     |  |

| Mundial – Descarga digital y Streaming – Jax Jones Remix |                                            |          |  |
| N.º                                                      | Título                                     | Duración |  |
| 1.                                                       | «Prisoner» (Jax Jones Remix, con Dua Lipa) | 3:46     |  |

## Créditos y personal
Créditos adaptados de Tidal.
- Miley Cyrus – voz, voz de apoyo y producción ejecutiva
- Dua Lipa – voz y voz de apoyo
- Andrew Watt – producción, producción ejecutiva, voz de apoyo, bajo, batería, guitarra y teclados
- The Monsters & Strangerz – producción, voz de apoyo, teclados
- Jonathan Bellion – voz de apoyo, producción adicional
- Michael Pollack – voz de apoyo
- Paul Lamalfa – ingeniería
- Serban Ghenea – mezcla
- John Hanes – ingeniería para mezcla
- Randy Merrill – masterización

## Posicionamiento en listas
| Listas (2020)                             | Mejor posición |
| ----------------------------------------- | -------------- |
| Alemania (Official German Charts)         | 20             |
| Argentina (Argentina Hot 100)             | 49             |
| Australia (ARIA)                          | 13             |
| Austria (Ö3 Austria Top 40)               | 15             |
| Bélgica (Ultratop 50) Flanders            | 28             |
| Bélgica (Ultratop) Wallonia               | 13             |
| Canadá (Canadian Hot 100)                 | 17             |
| Canadá (CHR/Top 40)                       | 17             |
| Canadá (Hot AC)                           | 27             |
| Dinamarca (Tracklisten)                   | 36             |
| El Salvador (Monitor Latino)              | 17             |
| España (PROMUSICAE)                       | 26             |
| Eslovaquia (Singles Digitál Top 100)      | 10             |
| Estados Unidos (Billboard Hot 100)        | 54             |
| Estados Unidos (Adult Top 40)             | 39             |
| Estados Unidos (Mainstream Top 40)        | 30             |
| Estados Unidos (Rolling Stone Top 100)    | 18             |
| Finlandia (Suomen virallinen lista)       | 15             |
| Francia (SNEP)                            | 76             |
| Global 200 (Billboard)                    | 12             |
| Global Excl. U.S. (Billboard)             | 10             |
| Hungría (Single Top 40)                   | 7              |
| Hungría (Stream Top 40)                   | 7              |
| Irlanda (IRMA)                            | 5              |
| Italia (FIMI)                             | 34             |
| Japón (Hot Overseas)                      | 7              |
| México (Mexico Airplay)                   | 7              |
| Noruega (VG-lista)                        | 11             |
| Nueva Zelanda (RMNZ)                      | 24             |
| Países Bajos (Dutch Top 40)               | 17             |
| Países Bajos (Single Top 100)             | 22             |
| Reino Unido (Official Charts Company)     | 8              |
| República Checa (Singles Digitál Top 100) | 14             |
| Singapur (RIAS)                           | 27             |
| Suecia (Sverigetopplistan)                | 23             |
| Suiza (Schweizer Hitparade)               | 11             |

## Certificaciones
| País (organismo certificador) | Certificación   | Unidades certificadas |
| ----------------------------- | --------------- | --------------------- |
| Alemania (BVMI)               | Oro             | 200 000               |
| Australia (ARIA)              | 2× Platino      | 140 000               |
| Austria (IFPI Austria)        | Platino         | 30 000                |
| Bélgica (BEA)                 | Oro             | 20 000                |
| Brasil (Pro-Música Brasil)    | 2× Diamante     | 320 000               |
| Canadá (Music Canada)         | Oro             | 40 000                |
| Dinamarca (IFPI Dinamarca)    | Platino         | 90 000                |
| España (PROMUSICAE)           | Platino         | 60 000                |
| Estados Unidos (RIAA)         | Platino         | 1 000                 |
| Francia (SNEP)                | Oro             | 100 000               |
| Grecia (IFPI Grecia)          | Oro (streaming) | 1 000 000             |
| Italia (FIMI)                 | Platino         | 70 000                |
| México (AMPROFON)             | Platino         | 140 000               |
| Noruega (IFPI Noruega)        | Oro             | 30 000                |
| Polonia (ZPAV)                | Platino         | 20 000                |
| Portugal (AFP)                | 2× Platino      | 20 000                |
| Reino Unido (BPI)             | Platino         | 600 000               |
| Suecia (GLF)                  | Oro (streaming) | 4 000 000             |
| Suiza (IFPI Suiza)            | Oro             | 10 000                |

## Premios y nominaciones
El sencillo «Prisoner» recibió varias nominaciones en distintas ceremonias de premiación. A continuación, una lista de las candidaturas que obtuvo:
| Año  | Premiación                  | Categoría                      | Resultado | Ref.   |
| ---- | --------------------------- | ------------------------------ | --------- | ------ |
| 2021 | MTV Video Music Awards      | Mejor Colaboración             | Nominada  | [ 88 ] |
| 2021 | MTV Video Music Awards      | Mejor Edición                  | Nominada  | [ 88 ] |
| 2021 | MTV Millenial Awards Brasil | Feat Gringo                    | Nominada  | [ 89 ] |
| 2021 | Hungary Music Daily Awards  | Mejor colaboración             | Nominada  | [ 90 ] |
| 2023 | Vevo Certified              | 100 millones de reproducciones | Ganadora  | [ 91 ] |

## Historial de lanzamiento
| País           | Fecha                   | Formato                      | Versión         | Discográfica | Ref    |
| -------------- | ----------------------- | ---------------------------- | --------------- | ------------ | ------ |
| Varios         | 19 de noviembre de 2020 | Descarga digital y streaming | Original        | RCA          | [ 31 ] |
| Australia      | 20 de noviembre de 2020 | Contemporary hit radio       | Original        | Sony         | [ 92 ] |
| Países Bajos   | 21 de noviembre de 2020 | Contemporary hit radio       | Original        | RCA          | [ 93 ] |
| Reino Unido    | 21 de noviembre de 2020 | Adult contemporary           | Original        | RCA          | [ 94 ] |
| Estados Unidos | 24 de noviembre de 2020 | Contemporary hit radio       | Original        | RCA          | [ 95 ] |
| Reino Unido    | 27 de noviembre de 2020 | Contemporary hit radio       | Original        | RCA          | [ 96 ] |
| Estados Unidos | 7 de diciembre de 2020  | Adult contemporary           | Original        | RCA          | [ 97 ] |
| Italia         | 11 de diciembre de 2020 | Contemporary hit radio       | Original        | Sony         | [ 98 ] |
| Varios         | 5 de febrero de 2021    | Descarga digital y streaming | Jax Jones Remix | RCA          | [ 32 ] |